# Neodawnaria ecuadorensis
Neodawnaria ecuadorensis är en insektsart som beskrevs av O'brien 1982. Neodawnaria ecuadorensis ingår i släktet Neodawnaria och familjen Derbidae. Inga underarter finns listade i Catalogue of Life.